# 加利略帚齒非鯽
加利略帚齒非鯽，為輻鰭魚綱鱸形目隆頭魚亞目慈鯛科的其中一種，分布於非洲及亞洲約旦河的淡水、半鹹水水域，體長可達34公分，偏愛開放水域，偶爾成小群活動，具有領域性，以藻類及有機碎屑等為食，可作為食用魚、觀賞魚及遊釣魚。

## 擴展閱讀
維基物種上的相關：加利略帚齒非鯽